# Víctor Raúl Haya de la Torre
Víctor Raúl Haya de la Torre (Trujillo, 22 febbraio 1895 – Lima, 2 agosto 1979) è stato un politico peruviano e fondatore dell'Alleanza Popolare Rivoluzionaria Americana.

## Biografia
Víctor Raúl Haya de la Torre nacque in una famiglia di ceto medio nel Perù settentrionale. Nel 1913 si iscrisse all'Università di Trujillo per studiare letteratura. Durante il periodo universitario fece la conoscenza del poeta peruviano César Vallejo e tra di loro nacque una solida amicizia. In seguito si iscrisse all'Università Nazionale San Marcos di Lima, prendendo parte ai movimenti studenteschi, nei quali si distinse per la sua vitalità e il suo carisma.
Nel 1919 venne eletto Presidente della Federazione degli Studenti Peruviani, contribuendo molto nell'Università San Marcos all'applicazione delle idee e dei movimenti riformisti universitari, ispirati a quelli argentini (La Reforma). Come leader del movimento studentesco, sostenne le lotte della classe operaia per ottenere la giornata lavorativa di otto ore, che sarà concessa dal Governo nel 1919. A sostegno degli operai Haya de la Torre fondò inoltre le "Università Popolari González Prada", che offrivano corsi serali per i lavoratori. Secondo gli storici, in particolare Steve Stein (specialista della storia latino-americana contemporanea) esse furono il terreno per il Partito Aprista Peruviano. Haya de la Torre intraprese delle azioni ostili contro il governo del Presidente Augusto B. Leguía nel 1923 e fu costretto all'esilio in Messico.
Il 7 maggio 1924 Haya de la Torre fonda l'Alleanza Popolare Rivoluzionaria Americana, che sarà il centro di un movimento pan-latinoamericano che sarà chiamato L'Aprista. Il Partito Aprista Peruviano (PAP) emanazione peruviana di quel movimento, fondato il 20 settembre 1930.
Haya de la Torre ritorna in Perù nel 1931 per potersi candidare alla Presidenza. Viene imprigionato per 15 mesi e il suo partito è dichiarato illegale dal 1931 al 1934 e poi dal 1935 al 1945. Nel 1945 José Luis Bustamante y Rivero diventa Presidente del Perù con il sostegno dell'APRA. Ma nel 1948 dei dissidenti apristi manifestarono a Callao e l'Alleanza Popolare Rivoluzionaria Americana è dichiarato di nuovo illegale. Nel novembre 1948 Manuel A. Odría si impadronisce del potere, ad Haya de la Torre non resta che rifugiarsi nell'ambasciata colombiana a Lima il 3 gennaio 1949. Ritorna in Perù nel 1954 e il suo partito è dichiarato legale nel 1956.
Tuttavia, vivrà all'estero fino al 1962. Nello stesso anno si presenta di nuovo alle Presidenziali e arriva in testa, con uno scarto assai minimo. Pensa di arrivare alla Presidenza con l'appoggio dell'anziano presidente e nemico Manuel A. Odría contro Fernando Belaúnde Terry, ma un colpo di Stato del generale Ricardo Pérez Godoy congela le elezioni qualche giorno prima di concludersi. La giunta militare annulla le elezioni. Le nuove elezioni del 1963 offrono un'altra possibilità ad Haya de la Torre, ma è battuto da Belaúnde.
Nell'opposizione l'Alleanza Popolare Rivoluzionaria Americana riesce a disturbare Belaúnde, ma nel 1968 un nuovo colpo di Stato introduce una nuova situazione politica.
L'insuccesso dell'esperienza rivoluzionaria militare degli anni settanta rende necessaria una riforma del sistema politico. Nel 1978 Haya de la Torre è eletto Presidente dell'Assemblea Costituente, che nel 1979 promulga la Costituzione . Il 12 luglio firma la nuova Costituzione dal suo letto di morte. Non vedrà la vittoria del suo partito alle elezioni presidenziali. La prima elezione vinta dal candidato dell'APRA Alan Garcìa Perez fu quella del 1985, dopo 60 anni di lotta politica.

## Ideologia aprista
Haya de la Torre esaltava delle soluzioni latino-americane (o per usare una sua terminologia indoamericane) ai problemi latino-americani. Si richiamava al rifiuto sia dell'imperialismo americano che del comunismo sovietico.
Era favorevole a dei valori democratici universali, quali l'uguaglianza dei diritti per le popolazioni indigene e una politica economica socialista.
Haya de la Torre sperava nella sostituzione dell'oligarchia dei proprietari terrieri che avevano governato il Perù dall'epoca coloniale con un élite socialista ideale. Tuttavia, per quanto il partito fosse legale, con il tempo cominciò ad allinearsi alle visioni politiche della destra e dagli anni cinquanta abbandonò le idee del socialismo progressista.
Infine, il dominio che Haya de la Torre esercitò sul movimento che aveva creato generò dei comportamenti autoritari, e la scissione di alcuni giovani dirigenti, che passarono al marxismo.

## Citazione
¡Ni con Washington ni con Moscú! (Né con Washington né con Mosca)